# Toussus-le-Noble
Toussus-le-Noble  est une commune française située à 23 km à l'ouest de Paris (Porte de Saint-Cloud) dans le département des Yvelines en région Île-de-France.
Ses habitants sont appelés les Nobeltussois.

## Géographie

### Localisation
Le village est situé au sud de Versailles sur le plateau qui commence, vers l'est, à Palaiseau, dans le département de l'Essonne, et se prolonge vers l'ouest par la ville nouvelle de Saint-Quentin-en-Yvelines, Guyancourt, Montigny-le-Bretonneux, Trappes, Élancourt.
Les communes limitrophes en sont Les Loges-en-Josas au nord-est, Jouy-en-Josas à l'est, Saclay (Essonne) au sud-est, Villiers-le-Bâcle (Essonne) au sud, Châteaufort à l'ouest et Buc au nord.
Les communes à proximité sont également Versailles (Yvelines), Magny-les-Hameaux (Yvelines), Saint-Aubin, Gif-sur-Yvette (Essonne), Guyancourt (Yvelines) et Saint-Rémy-lès-Chevreuse (Yvelines).
Toussus-le-Noble  est desservie par la route départementale 938 qui contourne le village par l'est et permet de rallier Buc et Versailles, vers le nord, et Châteaufort, Magny-les-Hameaux et Saint-Rémy-lès-Chevreuse vers le sud.

### Climat
Pour des articles plus généraux, voir Climat de l'Île-de-France et Climat des Yvelines.
En 2010, le climat de la commune est de type climat océanique dégradé des plaines du Centre et du Nord, selon une étude du CNRS s'appuyant sur une série de données couvrant la période 1971-2000. En 2020, Météo-France publie une typologie des climats de la France métropolitaine dans laquelle la commune est exposée à un climat océanique altéré et est dans la région climatique  Sud-ouest du bassin Parisien, caractérisée par une faible pluviométrie, notamment au printemps (120 à 150 mm) et un hiver froid (3,5 °C). 
Pour la période 1971-2000, la température annuelle moyenne est de 10,9 °C, avec une amplitude thermique annuelle de 15,1 °C. Le cumul annuel moyen de précipitations est de 669 mm, avec 10,8 jours de précipitations en janvier et 7,9 jours en juillet. Pour la période 1991-2020, la température moyenne annuelle observée sur la station météorologique installée sur la commune est de 11,5 °C et le cumul annuel moyen de précipitations est de 677,0 mm,. Pour l'avenir, les paramètres climatiques de la commune estimés pour 2050 selon différents scénarios d'émission de gaz à effet de serre sont consultables sur un site dédié publié par Météo-France en novembre 2022.
| Mois                                  | jan.             | fév.             | mars           | avril           | mai           | juin           | jui.           | août          | sep.           | oct.            | nov.             | déc.           | année      |
| ------------------------------------- | ---------------- | ---------------- | -------------- | --------------- | ------------- | -------------- | -------------- | ------------- | -------------- | --------------- | ---------------- | -------------- | ---------- |
| Température minimale moyenne (°C)     | 1,6              | 1,4              | 3,5            | 5,5             | 8,9           | 12,1           | 13,9           | 13,6          | 10,6           | 8               | 4,5              | 2,1            | 7,1        |
| Température moyenne (°C)              | 4,2              | 4,7              | 7,8            | 10,6            | 14,1          | 17,4           | 19,6           | 19,4          | 15,8           | 11,9            | 7,4              | 4,6            | 11,5       |
| Température maximale moyenne (°C)     | 6,7              | 8                | 12,1           | 15,8            | 19,3          | 22,8           | 25,2           | 25,2          | 21             | 15,9            | 10,4             | 7,1            | 15,8       |
| Record de froid (°C) date du record   | −17,4 17.01.1985 | −12,8 07.02.1991 | −10,2 13.03.13 | −5,1 12.04.1986 | −2 03.05.1967 | 1,6 04.06.1991 | 4,9 09.07.1965 | 4,7 21.08.14  | 1,1 30.09.1995 | −4,2 30.10.1985 | −11,3 30.11.1969 | −14 31.12.1970 | −17,4 1985 |
| Record de chaleur (°C) date du record | 15,1 28.01.02    | 21,1 27.02.19    | 25,1 31.03.21  | 28,3 20.04.18   | 31,7 27.05.05 | 37,5 21.06.17  | 40,8 25.07.19  | 39,3 12.08.03 | 35,1 09.09.23  | 29,8 01.10.1985 | 20,7 01.11.14    | 16,7 07.12.00  | 40,8 2019  |
| Précipitations (mm)                   | 55,3             | 46,9             | 49,5           | 49,6            | 68,2          | 55,4           | 53,3           | 58,2          | 52,1           | 61,3            | 60,8             | 66,4           | 677        |

## Urbanisme

### Typologie
Au 1er janvier 2024, Toussus-le-Noble est catégorisée ceinture urbaine, selon la nouvelle grille communale de densité à sept niveaux définie par l'Insee en 2022.
Elle est située hors unité urbaine. Par ailleurs la commune fait partie de l'aire d'attraction de Paris, dont elle est une commune de la couronne,. Cette aire regroupe 1 929 communes,.

## Héraldique
| Armes de Toussus-le-Noble | Les armes de Toussus-le-Noble se blasonnent ainsi : d'azur à la bande d'or chargée de trois socs de charrue de sable, accompagnée en chef d'une croix fleurdelisée, couronnée et parsemée de fleurs de lis d'or et en pointe d'un demi vol d'argent. |

## Toponymie
La forme la plus ancienne est Torsus en 1205, Toussus en 1212, Torsus en 1247, Torcus au XIIIe siècle, Toussus le Noble en 1741, Toussu en 1750.

Du mot prélatin *tusca, du latin tuscha, toschus, tosca, il s’agirait d’un bois "noble", un bois d’ornement, l’abbé Lebeuf reprend cette théorie vers 1750 avec quelques petites nuances. 
On ne connaît pas exactement les circonstances et la date de rattachement de « le Noble » à Toussus mais on peut affirmer que pendant les années révolutionnaires le Noble avait disparu afin de ne pas se faire remarquer par les autorités un peu trop expéditives. Cette adjonction date d’avant le XVIIe siècle.

Dess nobles ont laissé leur titre dans la toponymie : le roi, la reine et les ducs, mais aussi les comtes et les vicomtes, voire les marquis ou les chevaliers ou encore de modestes anonymes simplement estampillés « le Noble ».

## Histoire
Toussus était située en pays Parisii et plus précisément dans le « Josas » d’après des divisions ecclésiastiques (archidiaconés) ou laïques (Parisii, Hurepoix, Brie, Josas, Châtrais, Arpajon). Les limites géographiques sont vagues et ne correspondent pas à de véritables circonscriptions administratives et financières. Les archidiaconés ne sont attestés que vers le XIe siècle et Jouy devient capitale de Josas Gaudiacus, région méridionale du « Parisii ».
Au cours de la Révolution française, la commune porte provisoirement le nom de Toussus, le Noble avait disparu afin de ne pas se faire remarquer par les autorités un peu trop expéditives,.
L'église dédiée à saint Germain l'Auxois est sortie de la Révolution en si mauvais état qu'il a été décidé de la détruire. Elle n'a jamais été reconstruite. En 1924, les habitants demandaient la construction d'une  nouvelle église et d'un cimetière. Ils n'ont pas été écoutés.
Le terrain d'aviation, encore en activité pour l'aviation privée, commerciale ou de loisirs, est opérationnel dès 1915. Il s'y trouve une école de pilotage militaire. Le 8 février 1919 décollait de l’aérodrome de Toussus-le-Noble, le premier vol civil commercial, à destination de Ketley en Grande-Bretagne. Le suivant partit la même année pour Bruxelles. En 1928, le directeur de l'aérodrome, Lucien Rougerie, y ouvrit la première école française de pilotage sans visibilité (PSV).
C’est aussi sur cet aérodrome que, le 29 juillet 1937, la Cagoule détruit des avions destinés à être livrés à l’Espagne républicaine.
Le 24 août 1944, la 2e division blindée du général Leclerc traversa le village lors de sa marche vers Paris.
Toussus a dû attendre 1955 pour avoir une école primaire.
Le nord du territoire communal, dont l'espace occupé aujourd'hui par l'aérodrome, faisait partie des terrains du Grand Parc de Versailles. La commune possède sur son territoire la porte du Trou Salé, une des portes d'entrée à ce Grand Parc. La longueur des murs de ce grand Parc équivalait à 43 kilomètres et ils étaient percés de 25 portes. La porte du Trou Salé a été incorporée dans la construction d'une ferme après la Révolution. Elle est inscrite à l'inventaire des conservations du patrimoine.
Au cours de son histoire, la commune de Toussus-le-Noble a fait partie de trois départements différents :
1. 1790 : création  du département de Seine-et-Oise (78) auquel est rattachée Toussus-le-Noble. Le code Insee attribué en 1943 est 78620.
2. Loi du 10 juillet 1964, Journal officiel du 12 juillet 1964 avec effet au 1er janvier 1968 : Toussus-le-Noble est rattaché au nouveau département de l'Essonne (91) lors de la partition de la Seine-et-Oise. Le code Insee devient 91620.
3. Décret du  21 novembre 1969, Journal officiel du 28 novembre 1969 et effet au 29 novembre 1969 : Toussus-le-Noble est rattachée au département des Yvelines (78) et retrouve son ancien code Insee 78620.

## Démographie

### Évolution démographique
L'évolution du nombre d'habitants est connue à travers les recensements de la population effectués dans la commune depuis 1793. Pour les communes de moins de 10 000 habitants, une enquête de recensement portant sur toute la population est réalisée tous les cinq ans, les populations de référence des années intermédiaires étant quant à elles estimées par interpolation ou extrapolation. Pour la commune, le premier recensement exhaustif entrant dans le cadre du nouveau dispositif a été réalisé en 2005.

En 2022, la commune comptait 1 176 habitants, en évolution de −0,76 % par rapport à 2016 (Yvelines : +2,72 %, France hors Mayotte : +2,11 %).
| 1793 | 1800 | 1806 | 1821 | 1831 | 1836 | 1841 | 1846 | 1851 |
| ---- | ---- | ---- | ---- | ---- | ---- | ---- | ---- | ---- |
| 96   | 65   | 40   | 43   | 50   | 54   | 38   | 41   | 42   |

| 1856 | 1861 | 1866 | 1872 | 1876 | 1881 | 1886 | 1891 | 1896 |
| ---- | ---- | ---- | ---- | ---- | ---- | ---- | ---- | ---- |
| 46   | 56   | 62   | 47   | 60   | 61   | 77   | 70   | 68   |

| 1901 | 1906 | 1911 | 1921 | 1926 | 1931 | 1936 | 1946 | 1954 |
| ---- | ---- | ---- | ---- | ---- | ---- | ---- | ---- | ---- |
| 79   | 89   | 84   | 85   | 95   | 117  | 132  | 158  | 214  |

| 1962 | 1968 | 1975 | 1982 | 1990 | 1999 | 2005 | 2006 | 2010 |
| ---- | ---- | ---- | ---- | ---- | ---- | ---- | ---- | ---- |
| 208  | 247  | 174  | 150  | 686  | 659  | 823  | 831  | 958  |

| 2015  | 2020  | 2022  | - | - | - | - | - | - |
| ----- | ----- | ----- | - | - | - | - | - | - |
| 1 182 | 1 164 | 1 176 | - | - | - | - | - | - |

### Pyramide des âges
La population de la commune est relativement jeune. Le taux de personnes d'un âge supérieur à 60 ans (4 %) est en effet inférieur au taux national (21,6 %) et au taux départemental (17,5 %). Contrairement aux répartitions nationale et départementale, la population masculine de la commune est supérieure à la population féminine (62,6 % contre 48,4 % au niveau national et 48,8 % au niveau départemental).
La répartition de la population de la commune par tranches d'âge est, en 2007, la suivante :
- 62,6 % d’hommes (0 à 14 ans = 17,5 %, 15 à 29 ans = 21,5 %, 30 à 44 ans = 19 %, 45 à 59 ans = 38,9 %, plus de 60 ans = 3,1 %) ;
- 37,4 % de femmes (0 à 14 ans = 17,6 %, 15 à 29 ans = 23,8 %, 30 à 44 ans = 22,8 %, 45 à 59 ans = 30,3 %, plus de 60 ans = 5,6 %).

| Hommes | Classe d’âge | Femmes |
| ------ | ------------ | ------ |
| 0,0    | 90 ans ou +  | 0,3    |
| 1,2    | 75 à 89 ans  | 2,0    |
| 1,9    | 60 à 74 ans  | 3,3    |
| 38,9   | 45 à 59 ans  | 30,3   |
| 19,0   | 30 à 44 ans  | 22,8   |
| 21,5   | 15 à 29 ans  | 23,8   |
| 17,5   | 0 à 14 ans   | 17,6   |

| Hommes | Classe d’âge | Femmes |
| ------ | ------------ | ------ |
| 0,3    | 90 ans ou +  | 0,9    |
| 4,3    | 75 à 89 ans  | 6,6    |
| 11,2   | 60 à 74 ans  | 11,6   |
| 20,3   | 45 à 59 ans  | 20,7   |
| 22,1   | 30 à 44 ans  | 21,5   |
| 19,9   | 15 à 29 ans  | 18,9   |
| 21,9   | 0 à 14 ans   | 19,8   |

## Politique et administration

### Maires de Toussus-le-Noble
| Période                                  | Période   | Identité        | Étiquette | Qualité                |
| ---------------------------------------- | --------- | --------------- | --------- | ---------------------- |
| mars 1789                                | 1793      | Louis Bault     |           |                        |
| mars 1929                                | 1960      | André Tronchon  |           |                        |
| mars 1983                                | 1989      | Patrice Bralet  |           |                        |
| mars 1989                                | 2001      | Patrick Charles | DVD       |                        |
| mars 2001                                | 2014      | Gilles Pancher  | DVD       |                        |
| mars 2014                                | mars 2020 | Patrick Charles | DVD       | Retraité               |
| mars 2020                                | en cours  | Vanessa Auroy   | DVD       | Ingénieur aéronautique |
| Les données manquantes sont à compléter. |           |                 |           |                        |

### Instances administratives et judiciaires
La commune de Toussus-le-Noble appartient au canton de Maurepas ainsi qu'à la communauté d'agglomération Versailles Grand Parc. Cette communauté d'agglomération, centrée sur Versailles et qui regroupe dix-huit communes dont une située dans l'Essonne (Bièvres), exerce les compétences suivantes : l'aménagement du territoire, avec l'élaboration d’un schéma de cohérence territoriale, et le développement économique, et parmi les compétences optionnelles :  l'environnement, le logement avec l'élaboration du programme local de l’habitat intercommunal et la constitution de réserves foncières pour la construction de logements sociaux, et le transport avec l'élaboration d’un plan local de déplacement (PLD) et l'organisation des transports urbains.
Sur le plan électoral, la commune est rattachée à la deuxième circonscription des Yvelines (dite « Versailles-Chevreuse »), l'une des deux circonscriptions yvelinoises centrées sur Versailles, dont le député est Jean-Noël Barrot.
Sur le plan judiciaire, Toussus-le-Noble fait partie de la juridiction d’instance de Versailles et, comme toutes les communes des Yvelines, dépend du tribunal de grande instance ainsi que de tribunal de commerce sis à Versailles,.

## Économie

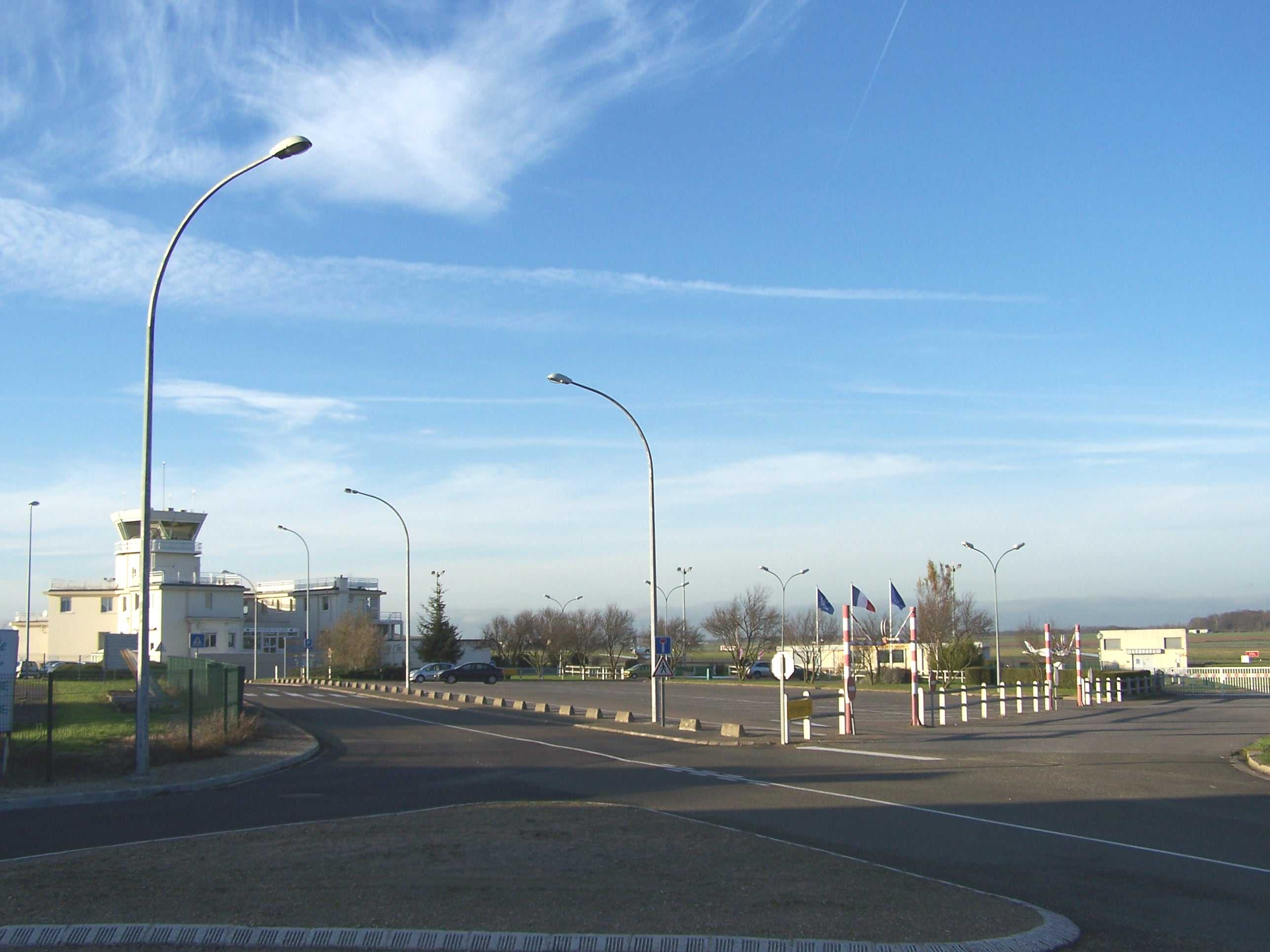
L'aérodrome, la tour de contrôle.

Toussus-le-Noble est connue comme l'un des berceaux de l'aviation en France. Robert Esnault-Pelterie et Henri Farman s'y sont installés en 1907. Son aéroport actuel est essentiellement tourné vers une aviation d'affaires et de tourisme. Aérodrome actif en France, il a fêté son centenaire en septembre 2007.
Les aéroclubs et l'écolage de loisir constituent aujourd'hui le cœur de l'activité de l'aérodrome. Des activités de maintenance d'aéronefs, de formation des pilotes professionnels et de vols de loisirs coexistent sur cet aérodrome de la région parisienne. Situé sur le plateau de Saclay, à proximité des basins d'emplois de Saint Quentin en Yvelines et du cluster scientifique de Paris-Saclay, cet aérodrome fait l'objet de plusieurs recherches visant à réduire son empreinte sonore. Il est pionnier dans le domaine puisqu'il est le seul aérodrome de France à accueillir deux avions 100 % électriques destinés à la formation des pilotes. Ce projet est piloté par la Fédération française aéronautique. Un arrêté impose à partie du 15 août 2011, une plage de silence les dimanches et jours fériés de 12 h à 15 h, du 1er avril au 30 septembre, ainsi qu'un ensemble d'autres mesures. Malgré la montée des préoccupations environnementales d'un nombre croissant de résidents et figures politiques, aucun autre progrès n'a été réalisé depuis lors. Afin de pallier cette situation et de dynamiser l'innovation de cette plateforme aéroportuaire vieillissante, le challenge Aéro Saclay a été mis en place par la mairie de Toussus-le-Noble afin de chercher des solutions et approfondir les idées concernant la réduction des nuisances sonores. Les participants sont les étudiants de l'AFMAE et de l'université d'Orsay, des universités de Lille et la Rochelle, l'ESTACA ou Centrale SupElec.
Depuis le 6 décembre 2011, l'aérodrome de Toussus a été déclassé et n'est plus un aérodrome douanier. Cette mesure oblige tout trafic international à faire à l'arrivée ou au départ une escale sur un autre terrain douanier.
Toussus-le-Noble accueillait jusqu'au début de l'année 2011 une base de l'aéronautique navale, devenue établissement (E.A.N) et une ZAC d'affaires.

## Transports
La commune est desservie par le réseau de bus Centre et Sud Yvelines qui dans un sens mène aux gares de Versailles-Chantiers (gare desservie par le RER C, le transilien U, le transilien N et des lignes TER) et Versailles Rive-Gauche (desservie par la ligne C du RER) et dans l'autre sens à la gare de Saint-Rémy-lès-Chevreuse pour rejoindre la ligne B du RER pour un accès plus facile au reste du département, aux autres départements, et à la capitale.
Deux lignes du réseau de bus Vélizy Vallées relient Toussus aux communes limitrophes : la ligne 6161 (Saint-Rémy-lès-Chevreuse - Versailles) et la ligne 6162 (Toussus-le-Noble - Buc - Versailles, cette dernière ne circulant qu'à certaines courses).

## Enseignement
Toussus fait partie de l'académie de Versailles.
La commune administre une école maternelle/élémentaire, l'école Roland-Garros. Cependant, Toussus ne possède ni collège ni lycée. Ces derniers se situent à proximité par exemple à Buc qui possède le collège Martin-Luther-King et le lycée franco-allemand de Buc. Pour l'enseignement secondaire, il est également possible de fréquenter les lycées versaillais comme le lycée Hoche ou également le lycée privé Notre-Dame-du-Grandchamp.

## Galerie

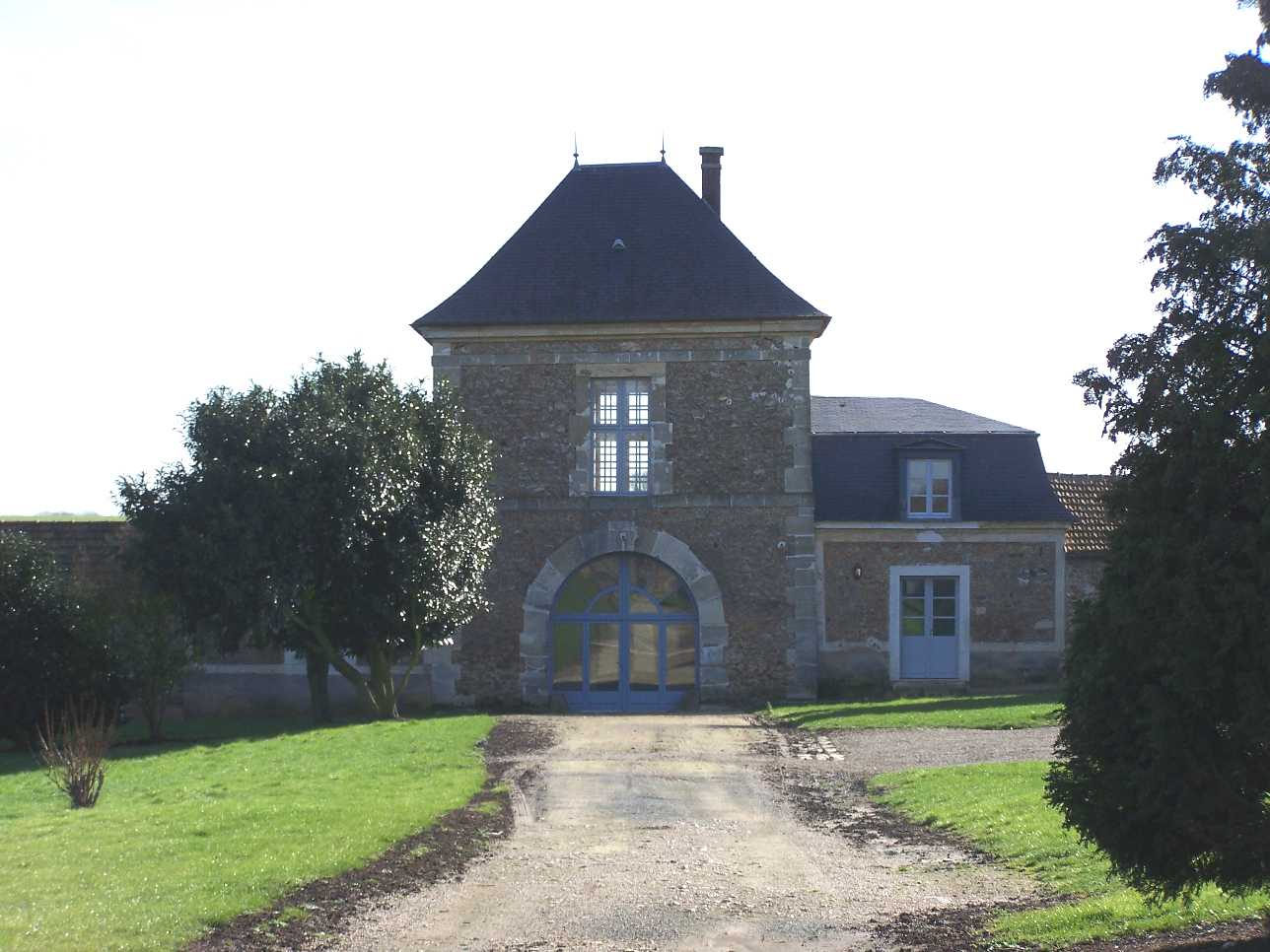
Porte du « Trou Salé » transformée en habitation.
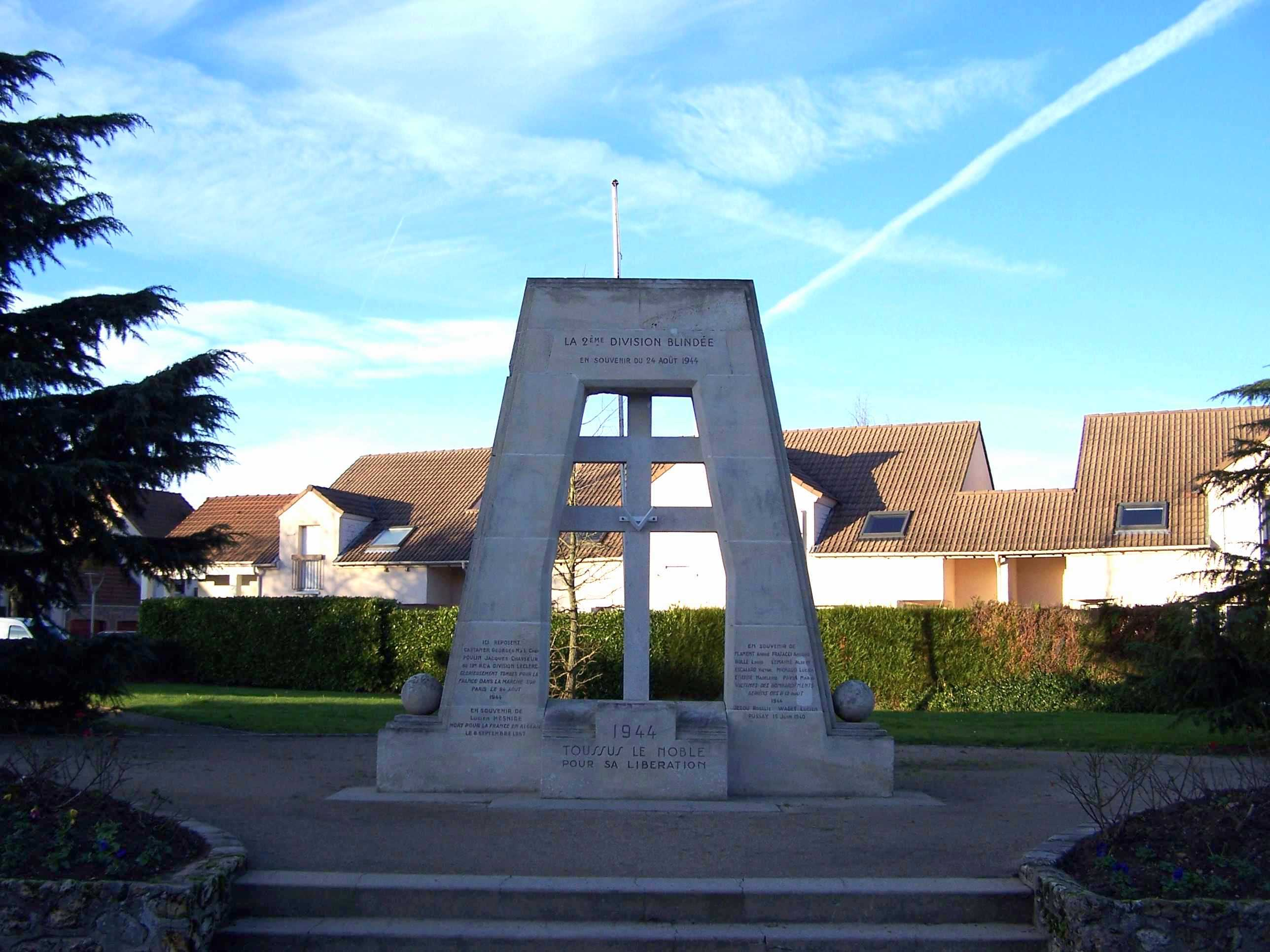
Monument aux morts.